# Costco
Costco Wholesale Corporation är en amerikansk multinationell detaljhandelskedja som är enbart för medlemsregistrerade konsumenter. År 2014 var de näst störst på både den amerikanska och den globala detaljhandelsmarknaden, det var bara Walmart som var större.
I september 2024 hade Costco totalt 890 varuhus i följande länder: Australien (15), Frankrike (2), Island (1), Japan (35), Kanada (108), Kina (7), Mexiko (40), Nya Zeeland (1), Spanien (4), Storbritannien (29), Sverige (2), Sydkorea (19), Taiwan (14) och USA (614).

## Historik

Länder som Costco etablerats i är blåmarkerade på kartan.

Företaget grundades den 15 september 1983 av Jeff Brotman och Jim Sinegal när de öppnade sin första butik med namnet Costco i Seattle i Washington. År 1993 fusionerades Costco med Price Club och företaget fick namnet Price/Costco. År 1997 bytte man namn till Costco Companies medan två år senare till det nuvarande namnet.

### Sverige
Den 23 mars 2021 meddelades att Costco skulle etableras i Sverige. På grund av alkohollagarna i Sverige säljer Costco i Sverige inga starkdrycker till privatpersoner. I oktober 2022 öppnade Costco sin första butik i Sverige på handelsplatsen Arninge i Täby. Costco gick med storförlust i Sverige under det första verksamhetsåret. Det var dock väntat enligt styrelsen, som såg målet mer långsiktigt. Trots det negativa beskedet har Costco under 2024 annonserat att de vill öppna fler butiker i Sverige. Den andra butiken i Sverige öppnades planenligt på Stora Bernstorp utanför Malmö den 1 juli 2025.

## Medlemssystem
Ett årligt medlemskap i Costco Club kostar cirka 60 USD i USA från och med 2019. I andra länder är medlemsavgifterna ungefär lika med 60 USD i nationell valuta. Alla medlemskap är globala och innebär tillgång till alla Costcos varuhus i världen. I medlemskapet ingår en nöjdhetsgaranti som ger pengarna tillbaka för medlemskapet eller köpta varor om kunden är missnöjd, med vissa specificerade undantag.
Medlemskapet är även förenat med en del förpliktelser. Medlemmar måste vara minst 18 år. Foto krävs på medlemskortet och det ska visas upp både vid ingången och kassan i ett varuhus. Innan kunden lämnar varuhuset sker även en obligatorisk kontroll av varor och kvitto. En medlem får, utöver sina eventuella barn, ta med sig högst två personer som inte är medlemmar in i varuhuset (men endast medlemmen får handla).
Köp gjorda på företagets webbplats kräver inget medlemskap utan förutsätter 5% påslag på standardpriset.
År 2022 hade Costco Wholesale-klubbsystemet cirka 118 miljoner medlemmar.

## Produkter
Under årens lopp har Costco gradvis utökat sitt utbud av produkter och tjänster. I början föredrog man att bara sälja produkter som var förpackade i lådor och som kunde levereras genom att man helt enkelt rev av sträckfilmen från en pall[källa behövs]. Därefter säljer Costco många andra produkter som är svårare att hantera, till exempel konst, böcker, kistor, kläder, datorprogram, märkesviner, möbler, hushållsmaskiner, hemelektronik, badtunnor, smycken, färskvaror (som mejeriprodukter, färska bakverk, blommor, färskvaror, kött, skaldjur), solpaneler, däck och dammsugare. Många lager har även bensinstationer, apotek, audionomer, optiker, ögon- och solglasögonfirmor, fotofabriker och däckverkstäder. Många livsmedel säljs i flerpack eller storförpackningar.
Costco har ett ofta föränderligt lager och är känt för att ha produkter i lager under en längre tid för att sedan sluta tillverka dem eller använda dem som säsongsprodukter. Costcos fotocenter i  butik stängde den 14 februari 2021.